# شهرستان سانیوان
شهرستان سانیوان (به لاتین: Sanyuan County) یک شهرستان‌های جمهوری خلق چین در چین است که در شیان‌یانگ واقع شده‌است.
 شهرستان سانیوان ۵۶۹ کیلومتر مربع مساحت و ۴۰۳٬۵۲۴ نفر جمعیت دارد.